# オルニチンα‐ケトグルタル酸
オルニチンα-ケトグルタル酸 (英: ornithine α-ketoglutarate, OKG、または、オルニチン2-オキソグルタル酸)は、オルニチンとα-ケトグルタル酸から形成される塩 (化学)である。老齢患者の栄養改善、火傷の治療などにおいて、治療の改善効果があるとの報告がある。 肝臓の疾患でも使われることがあり、血中アンモニア濃度を抑制する。